# 도노 다이야
도노 다이야(일본어: 遠野 大弥, 1999년 3월 14일 ~ )는 일본의 축구 선수이다.

## 구단 경력
그는 2017년 일본 풋볼 리그의 혼다 FC에 입단했고, 3년동안 팀에서 뛰었다. 2020년 J1리그의 가와사키 프론탈레로 이적했다. 2020년 J2리그의 아비스파 후쿠오카로 임대 이적했다. 2020년엔 리그 41경게 출전하여 11득점을 기록, J2리그 준우승으로 J1리그로 승격했다. 2021년 가와사키 프론탈레로 복귀했다. 2021년에 J1리그 우승을 차지했다. 2022년에 J1리그 2위. 2023년에 천황배 우승을 차지했다. 2024년까지 123경기에 출전하여, 11득점을 넣었다. 2025년 요코하마 F. 마리노스로 복귀했다.

## 수상 내역

### 클럽
가와사키 프론탈레
- J1리그: 2021
- 천황배: 2023[2]
- 슈퍼컵: 2021